# Paramathi
Paramathi là một thị xã panchayat của quận Namakkal thuộc bang Tamil Nadu, Ấn Độ.

## Nhân khẩu
Theo điều tra dân số năm 2001 của Ấn Độ, Paramathi có dân số 10.957 người. Phái nam chiếm 50% tổng số dân và phái nữ chiếm 50%. Paramathi có tỷ lệ 69% biết đọc biết viết, cao hơn tỷ lệ trung bình toàn quốc là 59,5%: tỷ lệ cho phái nam là 77%, và tỷ lệ cho phái nữ là 61%. Tại Paramathi, 11% dân số nhỏ hơn 6 tuổi.